# Гайворонка
Гайворонка (укр. Гайворонка) — село в Золотниковской сельской общине Тернопольского района Тернопольской области Украины.
До 2020 года входило в Теребовлянский район.
Население по переписи 2001 года составляло 508 человек. Занимает площадь 3,373 км². Почтовый индекс — 48140. Телефонный код — 3551.